# 아미산울어리
아미산울어리는 대한민국 경기도 연천군 미산면 유촌리에서 행해는 놀이이다. 1989년 9월 22일 연천군의 향토문화재 제10호로 지정되었다.

## 개요
울어리란 해마다 추수를 앞두고 마당놀이를 벌이며 마을 주민의 화평단합과 풍년에 감사하는 농민들의 놀이이다. 전체 놀이의 구성은 네 마당으로 구성되어 있다.